# كورت ملهورن
كورت ملهورن (بالإنجليزية: Kurt Mehlhorn)‏ (ولد في 29 أغسطس 1949) وهو علم الحاسوب النظري الألماني. شغل منصب نائب رئيس جمعية ماكس بلانك، وهو مدير معهد ماكس بلانك لعلوم الكمبيوتر.

## تعليمه وحياته
تخرج ملهورن في عام 1971 من جامعة ميونخ التقنية، حيث درس علوم الكمبيوتر والرياضيات، وحصل على درجة الدكتوراه. في عام 1974 من جامعة كورنيل تحت إشراف روبرت كونستابل. منذ عام 1975، التحق بجامعة سارلاند في ساربروكن بألمانيا، حيث كان رئيسًا لقسم علوم الكمبيوتر من عام 1976 إلى عام 1978 ومرة أخرى من عام 1987 حتى عام 1989. ومنذ عام 1990 كان مديرًا لمعهد ماكس بلانك لعلوم الكمبيوتر. وقد عمل في مجالس تحرير عشر مجلات، وهو أمين معهد العلوم الدولية في بيركيلي (كاليفورنيا)، وعضو مجلس إدارة جامعة جاكوبس بريمن.

## الجوائز والتكريمات
فاز بجائزة جوتفريد فيلهلم ليبنيز في عام 1986، وجائزة جاى لوساك-هومبولت في عام 1989، وجائزة كارل هاينز بيكرتس في عام 1994، وميدالية كونراد زوسي في عام 1995، وجائزة EATCS في عام 2010، وجائزة باريس في عام 2010، تم تعيينه عضوا في أكاديميا يوروبا في عام 1995 كما كان زميل جمعية ماكينات الكمبيوتر في عام 1999، وعضو في أكاديمية برلين براندنبورغ للعلوم في عام 2001، وهو عضو في الأكاديمية الألمانية للعلوم ليوبولدينا في عام 2004 وعضو أجنبي في الأكاديمية الوطنية للهندسة في عام 2014. وعضو أجنبي في الأكاديمية الوطنية للعلوم في عام 2014. حصل على الدكتوراه الفخرية من جامعة أوتو فون-غريكي ماغديبورغ في عام 2002 وجامعة واترلو في عام 2006. وهو الفائز عام 2014 بميدالية إيراسموس من أكاديميا يوروبا.

## أبحاثه
ألف ملهورن العديد من الكتب ونشر أكثر من 250 من المنشورات العلمية. والتي تشمل المساهمات الأساسية مثل بنية البيانات، هندسة رياضية حاسوبية، حساب رمزي، حوسبة متوازية، تصميم VLSI، نظرية التعقيد الحسابي، استمثال توافقي، والخوارزميات البيانية.
لقد كان ملهورن شخصية مهمة في تطوير هندسة الخوارزميات وهو واحد من مطوري LEDA وخوارزميات البيانات الفعالة.
لعب ملهورن دورا هاما في إنشاء العديد من مراكز البحوث لعلوم الكمبيوتر في ألمانيا. كان القوة الدافعة وراء تأسيس جمعية ماكس بلانك لعلوم الكمبيوتر في ألمانيا، وهو المدير الإداري للمعهد ويرأس قسم الخوارزميات والتعقيد. كما بدأ في مركز أبحاث علوم الكمبيوتر في Dagstuhl حول الخوارزميات.

## منشورات
- Mehlhorn، Kurt؛ Schmidt، Erik M. (1982)، "Las Vegas is better than determinism in VLSI and distributed computing" (PDF)، Proc. 14th ACM Symp. Theory of Computing (STOC)، ص. 330–337، DOI:10.1145/800070.802208.
- Mehlhorn، Kurt؛ Vishkin، Uzi (نوفمبر 1984)، "Randomized and deterministic simulations of PRAMs by parallel machines with restricted granularity of parallel memories" (PDF)، Acta Informatica، ج. 21، ص. 339–374، DOI:10.1007/BF00264615، مؤرشف من الأصل (PDF) في 2011-05-14.
- Alt، Helmut؛ Mehlhorn، Kurt؛ Wagener، Hubert؛ Welzl، Emo (1988)، "Congruence, similarity, and symmetries of geometric objects" (PDF)، Discrete and Computational Geometry، ج. 3، ص. 237–256، DOI:10.1007/BF02187910، مؤرشف من الأصل (PDF) في 2022-01-20.
- Ahuja، Ravindra K.؛ Mehlhorn، Kurt؛ Orlin، James B.؛ Tarjan، Robert E. (أبريل 1990)، "Faster algorithms for the shortest path problem" (PDF)، Journal of the Association for Computing Machinery، ج. 37، ص. 213–223، CiteSeerX:10.1.1.85.5847، DOI:10.1145/77600.77615، مؤرشف من الأصل (PDF) في 2016-10-24.
- Dietzfelbinger، Martin؛ Karlin، Anna؛ Mehlhorn، Kurt؛ Meyer auf der Heide، Friedhelm؛ Rohnert، Hans؛ Tarjan، Robert E. (1994)، "Dynamic perfect hashing: upper and lower bounds"، SIAM Journal on Computing، ج. 23، ص. 738–761، CiteSeerX:10.1.1.30.8165، DOI:10.1137/S0097539791194094، مؤرشف من الأصل في 2005-04-09. Also available as Princeton TR-310-91.